# الغوالم
الغوالم (بالإنجليزية: LAGHOUALEM)‏ هي قرية ريفية تابعة لإقليم الخميسات ضمن جهة الرباط سلا زمور زعير بالمغرب. بلغ مجموع عدد سكان الغوالم حسب إحصاءات 2004 حوالي 12560 نسمة يعيشون في 2222 أسرة.